# Berolle
Berolle est une commune suisse du canton de Vaud, située dans le district de Morges.

## Population

### Gentilé et surnom
Les habitants de la commune se nomment les Berollans ou Berollands.
Ils sont surnommés les Sangsues (lè Seinsûva en patois vaudois).

### Démographie

#### Évolution de la population
Berolle compte 301 habitants au 31 décembre 2022 pour une densité de population de 31 hab/km2. Sur la période 2010-2019, sa population a augmenté de 6,4 % (canton : 12,9 % ; Suisse : 9,4 %).  

#### Pyramide des âges
En 2020, le taux de personnes de moins de 30 ans s'élève à 35,6 %, au-dessus de la valeur cantonale (35 %). Le taux de personnes de plus de 60 ans est quant à lui de 19,9 %, alors qu'il est de 21,9 % au niveau cantonal.
La même année, la commune compte 163 hommes pour 150 femmes, soit un taux de 52,1 % d'hommes, supérieur à celui du canton (49,1 %).
| Hommes | Classe d’âge | Femmes |
| ------ | ------------ | ------ |
| 0,6    | 90 ans ou +  | 0,0    |
| 2,5    | 75 à 89 ans  | 6,7    |
| 14,7   | 60 à 74 ans  | 15,3   |
| 20,9   | 45 à 59 ans  | 24,0   |
| 21,5   | 30 à 44 ans  | 22,7   |
| 20,2   | 15 à 29 ans  | 15,3   |
| 19,6   | - de 14 ans  | 16,0   |

| Hommes | Classe d’âge | Femmes |
| ------ | ------------ | ------ |
| 0,5    | 90 ans ou +  | 1,4    |
| 6,1    | 75 à 89 ans  | 8,2    |
| 13,3   | 60 à 74 ans  | 14,3   |
| 21,5   | 45 à 59 ans  | 21,2   |
| 22,0   | 30 à 44 ans  | 21,4   |
| 19,6   | 15 à 29 ans  | 18,0   |
| 16,9   | - de 14 ans  | 15,5   |

## Transports
- Liaisons par bus avec Bière, L'Isle, Mollens, Montricher.
- Autoroute A1, sortie 15 (Morges ouest).

## Littérature
- Frédéric Besson et al., Berolle, 1991
- Habitant de Berolle 2011